# Jimmy Berg
Jimmy Berg (geboren als Simson Weinberg am 23. Oktober 1909 in Kolomyja, Österreich-Ungarn; gestorben 4. April 1988 in New York City) war ein austro-amerikanischer Journalist, Komponist, Librettist, Hörfunkredakteur und Musikverleger. Er arbeitete auch unter den Pseudonymen Jimmy Weinberg, Helmut Raabe und Otto Forst-Berg.

## Leben
Simson Weinberg war ein Sohn des Buchhalters Samuel Weinberg. Seine Mutter stammte aus der Musikerfamilie Starer, der Komponist Robert Starer war ein Cousin. Weinberg wuchs in Wiener Neustadt und Wien auf und betätigte sich als Lokal- und Sportreporter beim Wiener Montagblatt. Er erlernte die Musik beim Dirigenten des Wiener Arbeitersängerbundes Erwin Marcus. Ab 1927 wirkte er als Texter und Darsteller in fünf Programmen des „Jüdisch-Politischen Kabaretts“ von Oscar Teller mit.
Er ging 1931 als Journalist nach Berlin und schrieb deutsche Schlagerfassungen für die New Yorker „Marks Music“ und die „Irving Berlin Inc“. Nach der Machtergreifung der Nationalsozialisten in Deutschland kehrte er 1933 nach Wien zurück, wo er als musikalischer Leiter und Hauskomponist für die Kabaretts „ABC“ und „Regenbogen“ arbeitete und auch für Jura Soyfer komponierte. Er komponierte Tanzmusik, Schlager und Chansons. Berg gründete den „Ibis Musikverlag“. Nach dem Anschluss Österreichs 1938 floh er nach England und von dort in die USA.
Jimmy Berg hatte in New York mit seinen Kompositionen und seinen Auftritten zunächst einigen Erfolg, zumindest in Emigrantenkreisen. 1939 mit der Revue From Vienna, 1940 in Tellers politischem Kabarett Die Arche. Er schrieb auch Theaterrezensionen für die Emigrantenzeitung Aufbau. Aber der Durchbruch im amerikanischen Unterhaltungsgeschäft blieb aus. 1942 heiratete er die ebenfalls emigrierte Schauspielerin Trude Hammerschlag. Für den Lebensunterhalt jobbte er als Lagerarbeiter und im Büro einer Teerfabrik.
Berg gab schließlich seine Tätigkeit als freiberuflicher Komponist, Autor und Darsteller auf und arbeitete von 1947 bis 1974 als Rundfunkredakteur für Voice of America und dort als Leiter des „Austrian desk“.